# Lymantria mjobergi
Lymantria mjobergi är en fjärilsart som beskrevs av Aurivillius 1920. Lymantria mjobergi ingår i släktet Lymantria och familjen tofsspinnare. Inga underarter finns listade i Catalogue of Life.